# Ceraphron concinnus
Ceraphron concinnus är en stekelart som först beskrevs av Whittaker 1930.  Ceraphron concinnus ingår i släktet Ceraphron och familjen pysslingsteklar. Inga underarter finns listade i Catalogue of Life.